# Mangenberg
Mangenberg ist ein Ortsteil der bergischen Großstadt Solingen. Er bestand historisch aus den beiden getrennten Wohnplätzen Oben- und Untenmangenberg, die sich entlang der heutigen Kronprinzen- und Mangenberger Straße befanden, jedoch vollständig ineinander aufgegangen sind. 
Der Mangenberg entwickelte sich im 19. Jahrhundert zu einem der industriellen Zentren im Grenzgebiet zwischen den ursprünglich selbständigen Städten Wald und Solingen. Bedeutende Solinger Unternehmen wie Gebr. Krusius oder Rudolf Rautenbach waren dort ansässig. Nach den Luftangriffen auf Solingen im Zweiten Weltkrieg erfolgte auch am Mangenberg der Wiederaufbau. Seit dem massiven Niedergang der dort angesiedelten Industrie in den 1990er Jahren besteht der Mangenberg heute hauptsächlich aus Wohngebieten beiderseits der Mangenberger und der Kronprinzenstraße sowie dem Gewerbegebiet an der Dönhoffstraße, in dem sich auch ein großer Obi-Baumarkt befindet. In Mangenberg befindet sich neben dem Busbetriebshof der Stadtwerke Solingen und dem Müllheizkraftwerk Solingen auch die Löscheinheit 3 der Freiwilligen Feuerwehr Solingen.

## Lage und Beschreibung
Mangenberg befindet sich im (Nord-)Westen der Solinger Innenstadt innerhalb des Stadtbezirks Solingen-Mitte. Die zu dem heutigen Ortsteil gehörenden Wohn- und Gewerbegebiete erstrecken sich beiderseits der Kronprinzen-, der Mangenberger Straße sowie der Beethovenstraße. Die Solinger Innenstadt und den Ort Mangenberg trennt die dazwischen liegende Weyersberger Senke voneinander. In einer weiteren Senke im Westen entspringt bei dem Ort Obengönrath der Viehbach, in dem gleichnamigen Tal verläuft die zur Kraftfahrstraße ausgebaute Landesstraße 141n (L 141n/Viehbachtalstraße), die im Südwesten von Mangenberg über eine Anschlussstelle verfügt. 
Im Norden von Mangenberg verläuft die zum Radwanderweg ausgebaute Korkenziehertrasse, die den Schlagbaum durch den Tunnel Schlagbaum unterquert. Östlich und südöstlich befindet sich das Stadtquartier der Solinger Nordstadt, in dem die meisten ursprünglichen Hofschaften und Wohnplätze rund um den Mangenberg aufgegangen sind.
Benachbarte Orte sind bzw. waren (von Nord nach West): Lehn, Hecken, Untenscheidt, Schlagbaum, Höfchen, Vorspel, Solingen, Weyersberg, I. und II. Heidberg, Kotten, Waldheim, Mittel- und Obengönrath sowie Kreuzweg.
Auf dem höchsten Punkt des eigentlichen Mangenbergs steht die Katholische Kirche St. Engelbert (seit 1906). Im weiteren Verlauf der Sandstraße befindet sich, nicht weit entfernt, die Evangelische Kirche Mangenberg (seit 1931), welche zur Gemeinde Wald gehört.

## Etymologie
Die Ortsbezeichnung leitet sich von dem Wort Mandenberg ab. Brangs schließt eine Ableitung von dem Wort Mande = Mange = Korb aus. Dagegen vermutet er, dass das Bestimmungsort Mande auf Gemeinschaft, Gemeingut zurückzuführen sei.

## Geschichte

### Frühgeschichte bis 19. Jahrhundert
Mangenberg hat als bergische Hofschaft mindestens schon im frühen 16. Jahrhundert bestanden. Die erste urkundliche Erwähnung erfolgte 1512/1513, als ein Clemens op dem Mandenbergh in einem Dokument urkundlich erwähnt wird.
In dem Kartenwerk Topographia Ducatus Montani, Blatt Amt Solingen, von Erich Philipp Ploennies aus dem Jahre 1715 besteht ist Mangenberg mit zwei Hofstellen verzeichnet, die beide als Mangenberg benannt sind. Beide Orte gehörten zur Honschaft Scheid innerhalb des Amtes Solingen, gehörten damit also zum Kirchspiel Wald. Die Topographische Aufnahme der Rheinlande von 1824 verzeichnet den nördlichen Ort als Mangenberg und den südlichen Ort als Mangenberger Busch. Die Preußische Uraufnahme von 1844 verzeichnet den nördlich gelegenen Ort als Ob: Mangenberg und den südlich gelegenen als Unt: Mangenberg. In der Topographischen Karte des Regierungsbezirks Düsseldorf von 1871 ist der nördlich gelegene Ort als Obn. Mangenberg verzeichnet, der südliche lediglich unbenannt. Auch in der Preußischen Neuaufnahme von 1893 sind die beiden Orte noch getrennt als Oben- und Untenmangenberg verzeichnet.
Nach Gründung der Mairien und späteren Bürgermeistereien Anfang des 19. Jahrhunderts gehörten beide Mangenberger Wohnplätze zur Bürgermeisterei Wald. 1815/16 lebten 30 Einwohner in Obenmangenberg, 33 in Untenmangenberg. 1832 gehörten beide Orte weiterhin innerhalb der Honschaft Scheid nun der Bürgermeisterei Wald an. Beide Orte wurden in der Statistik und Topographie des Regierungsbezirks Düsseldorf jeweils als Hofstätten kategorisiert. Obenmangenberg besaß zu dieser Zeit acht Wohnhäuser und drei landwirtschaftliche Gebäude, Untenmangenberg drei Wohnhäuser, eine Fabrikationsstätte bzw. Mühle und zwei landwirtschaftliche Gebäude. Zu dieser Zeit lebten 56 Einwohner (sieben katholisch und 49 evangelisch) in Obenmangenberg, 23 (sieben katholisch und 16 evangelisch) in Untenmangenberg.
Die Gemeinde- und Gutbezirksstatistik der Rheinprovinz führt Obenmangenberg 1871 mit 18 Wohnhäusern und 127 Einwohnern auf, Untenmangenberg 1871 mit 30 Wohnhäusern und 274 Einwohnern. Im Gemeindelexikon für die Provinz Rheinland werden 1885 für Obenmangenberg 56 Wohnhäuser mit 457 Einwohnern und für Untenmangenberg 31 Wohnhäuser mit 333 Einwohnern angegeben.

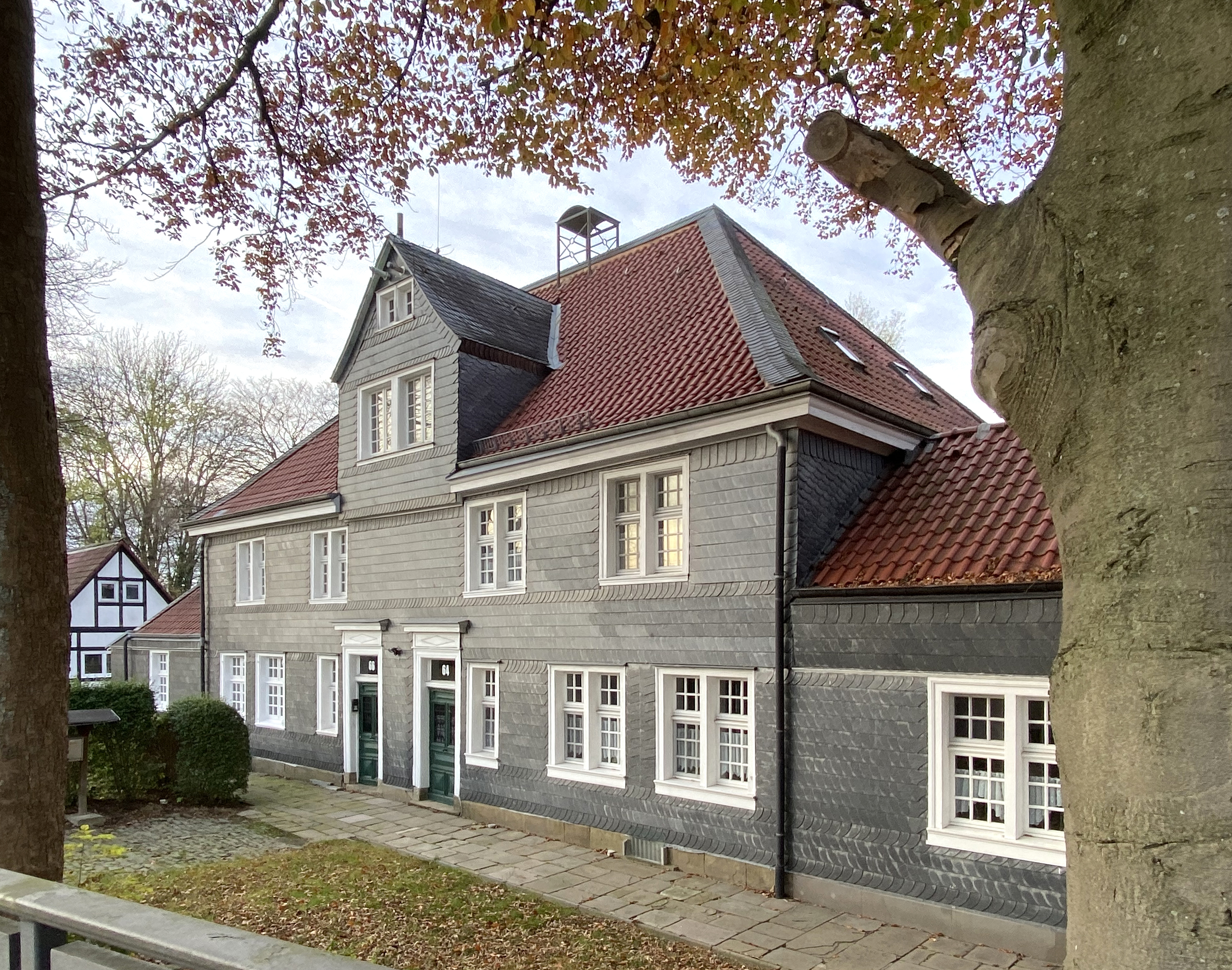
Schimmelbuschhaus

Bereits früh zu Reichtum gelangt war der am Mangenberg ansässige Kaufmann Schimmelbusch, der im 18. Jahrhundert unter anderem mit Solinger Stahlwaren handelte und diese nach Süd- und Mittelamerika exportierte, im Gegenzug erhielt er Rohrzucker, den er auf dem heimischen Markt verkaufte. Schimmelbusch erwarb 1772 ein im Jahre 1739 im damaligen Untenmangenberg erbautes, imposantes Hofgebäude. Dabei handelt es sich um ein zweigeschossiges, verschiefertes Doppelhaus mit Zwerchhaus und Walmdach, ergänzt um eingeschossige Wohnanbauten.:1106 Das sogenannte „Schimmelbuschhaus“, Mangenberger Straße 64/66, steht seit dem 18. September 1984 unter Denkmalschutz, es zählt zu den bedeutendsten erhaltenen Baudenkmälern für die Wirtschafts- und Sozialgeschichte in der Stadt Solingen.
Ab Mitte des 19. Jahrhunderts entwickelte sich der Mangenberg zu einem industriellen Zentrum am Rande der Gemeinde Wald, in dem sich unter anderem Gießereien und Blechschlägereien mit 1000 und mehr Mitarbeitern niederließen. Das Siegen-Solinger Gussstahlwerk am südlich gelegenen Heidberg (an der Kotter Straße bis zur Stahlstraße) beschäftigte in Spitzenzeiten sogar 4000 Menschen. Bei der Zulieferung von Rohstoffen proftierte die Mangenberger Industrie von dem 1867 in Betrieb genommenen Bahnhof am Weyersberg, einem Kopfbahnhof der Stichbahnstrecke zwischen Ohligs und Solingen, der neben der Stadt Solingen auch den Mangenberger Bezirk der Stadt Wald erstmals an das Eisenbahnnetz anband. Die positive Entwicklung der Mangenberger Industrie hielt noch bis zur Weltwirtschaftskrise im Jahre 1929 an, dann folgte ein erster Niedergang, dem auch das Gussstahlwerk zum Opfer fiel.

### Ab 20. Jahrhundert
Bereits im Jahre 1876 siedelte sich die Schneidwarenfabrik Krusius an der damaligen Victoriastraße (heute Beethovenstraße, Standort) am Mangenberg an, dessen Gründer Carl Julius Krusius aus der Hofschaft Höhe stammte. Die Fabrik wurde 1886 von den beiden Söhnen des Gründers übernommen und in Gebr. Krusius umbenannt. Das Unternehmen expandierte rasch durch eine Strategie der Arbeitsteilung, bei der in Spitzenzeiten 500 eigene Beschäftigte und 500 Heimarbeiter beschäftigt wurden. Krusius zählte so zu den bedeutendsten Solinger Schneidwarenfabriken der 1920er Jahre. Im Dritten Reich wurden unter anderem die Wehrmacht und die SA mit Blankwaffen des Unternehmens ausgestattet. Nach dem Zweiten Weltkrieg geriet das Unternehmen in wirtschaftliche Schwierigkeiten, es ging im letzten Viertel des 20. Jahrhunderts in Konkurs. Das ehemalige Firmengrundstück sowie auch Teile der ehemaligen Fabrik nutzt heute das Baustoffzentrum Grah an der Beethovenstraße.
Im ersten Viertel des 20. Jahrhunderts wuchsen beide Ortsteile inmitten der zahlreichen Fabriken immer weiter zusammen, bis schließlich auch in Kartenwerken der gesamte Bezirk nur noch als Mangenberg bezeichnet wurde. Dies ist in den topografischen Karten ab den 1930er Jahren der Fall. Der gesamte Bezirk erlebte einen rasanten baulichen Aufschwung, der noch heute anhand des im Krieg unzerstörten Gründerzeit-Wohnviertels nördlich der Kronprinzenstraße (Eintrachtstraße, Flensburger Straße etc.) nachvollzogen werden kann. Die ursprünglich vorherrschende Besiedlung in verstreut liegenden Hofschaften wurde durch eine geschlossene Bebauung entlang der neu angelegten Straßen ersetzt.
Mit der Städtevereinigung zu Groß-Solingen im Jahre 1929 wurde Mangenberg ein Ortsteil Solingens. Die Stadt Solingen hatte bereits zuvor mehrfach in Verhandlungen mit der Stadt Wald versucht, den Mangenberger Bezirk nach Solingen einzugemeinden, der angesichts seiner zahlreichen Industriebetriebe vor den Toren der Stadt Solingen eine enorme Wirtschaftskraft besaß. Wald hatte sich jedoch mit Blick auf eine fehlende Einigung mit Ohligs über einen Städtezusammenschluss oder einer Eingemeindung des Weyer-Bezirks nach Wald jedes Mal geweigert.:392ff.
Am Mangenberg war auch das 1885 gegründete Unternehmen Rudolf Rautenbach ansässig, das im Zweiten Weltkrieg als großer Rüstungsbetrieb in Solingen Flugzeugteile, Schiffs- und Automotoren produzierte.:75 Daher kam dem Ort bei den Luftangriffen auf Solingen während des Zweiten Weltkriegs eine strategische Bedeutung zu. Am 16. Februar 1945 war die Leichtmetallgießerei Rautenbach schließlich das Ziel britischer Bomben. Insgesamt 310 Tonnen Sprengbomben wurden eingesetzt, deren Wucht sich bis zur Dammstraße auswirkte. Bei dem Angriff kamen 105 Personen ums Leben, 62 wurden verletzt. Unter den Opfern waren viele Kriegsgefangene und ausländische Arbeiter, die in den Mangenberger Fabriken zwangsweise beschäftigt waren.:440:21
Nach der Befreiung Solingens durch amerikanische Soldaten am 16. April 1945 lag den alliierten Siegermächten viel daran, den zehntausenden ehemaligen ausländischen Zwangsarbeitern eine menschenwürdige Unterbringung zu ermöglichen. Für mehr als 3.500 ehemalige polnische Zwangsarbeiter musste am 17. Mai 1945 ein unzerstörter Bezirk am Mangenberg (unter anderem Adlerstraße, Sonnenstraße und Gazellenstraße) mit rund 100 Wohnhäusern von der deutschen Bevölkerung innerhalb von 24 Stunden geräumt werden. Einrichtungsgegenstände durften nicht mitgenommen werden. Das sogenannte Camp Warschau blieb bis zum Jahr 1953 in Benutzung.:21

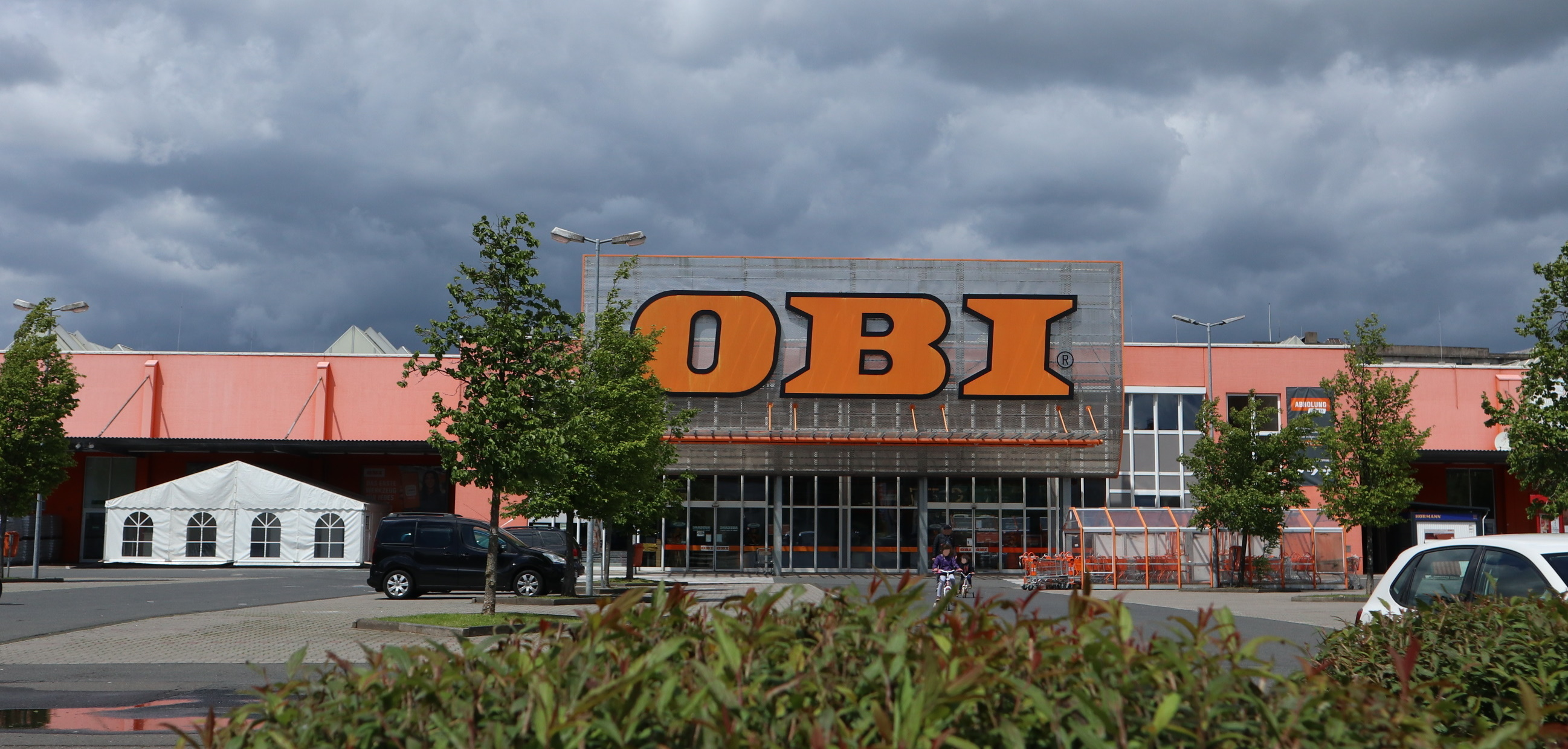
Der im Jahr 2000 errichtete OBI-Markt am Mangenberg

Die kriegszerstörten Fabriken am Mangenberg, darunter auch die Fabrik Rautenbach, wurden in der Nachkriegszeit zu großen Teilen wieder aufgebaut. Rautenbach bestand fort als Aluminiumgießerei. Im Jahre 1972 wurde das Unternehmen von der Honsel AG übernommen. Diese entschied in den 1990er Jahren die Solinger Produktion zu schließen und nach Frankreich zu verlagern, das Werk wurde 1997 geschlossen. Nach Beschluss des Solinger Stadtrats am 18. Juni 1998 wurden die Fabrikhallen ab 1999 abgerissen.  An der Stelle der Fabrik Rautenbach entstand im Jahr 2000 unter anderem ein großer Obi-Baumarkt. Einige Flächen an der Dönhoffstraße wurden als Gewerbegebiet ausgewiesen.:75 Die ebenfalls am Mangenberg errichtete Müllverbrennungsanlage der Stadt Solingen nahm am 9. Juli 1969 ihren Betrieb auf. Das Müllheizkraftwerk Solingen ist heute die größte Anlage zur Strom- und Fernwärmeerzeugung in Solingen.:45
Als einer der wenigen tatsächlich realisierten Abschnitte der geplanten Autobahn 54 entstand am Ende der 1970er Jahre auf dem Teilstück An der Gemarke bis zur vorläufigen Endstelle am Mangenberg eine vierspurige Kraftfahrstraße durch das Viehbachtal. Dieses Teilstück der als L 141n gewidmeten Viehbachtalstraße wurde am 31. August 1979 dem Verkehr übergeben. Nach zahlreichen Anwohnerbeschwerden über zu viel Lärm wurden im Folgejahr einige Maßnahmen für einen verbesserten Lärmschutz eingeleitet. Der Weiterbau der Viehbachtalstraße auf dem Teilstück zwischen Mangenberg und dem Frankfurter Damm an Mangenberg vorbei erfolgte bis 1981. Ein weiterer Ausbau erfolgte jedoch nicht; die A 54 wurde nie fertiggestellt. Am Mangenberg blieb eine Anschlussstelle an die Viehbachtalstraße erhalten.:55